# Oppland
Fylke Oppland byl územněsprávní jednotka v jihovýchodní či východní části Norska. Správním centrem území bylo město Lillehammer. Počet obyvatel dosáhl roku 2015 čísla 188 807. Rozloha kraje je 25 192 km². 1. ledna 2020 vznikl kraj Innlandet sloučením dvou do té doby samostatných krajů Oppland a Hedmark. K reorganizaci územního uspořádání došlo na základě rozhodnutí norského parlamentu (Stortinget) ze dne 8. června 2017, jehož důsledkem byla redukce počtu územněsprávních jednotek z devatenácti na jedenáct.
Oppland hraničil s fylkery Trøndelag, Hedmark, Akershus, Buskerud, Oslo, Sogn a Fjordane. Táhl se od jezer Mjøsa a Randsfjorden k horám Dovrefjell, Jotunheimen a Rondane. V Opplandu se nacházejí oblasti Gudbrandsdalen, Valdres, Toten, Hadeland a Land.
Mezi největší města kraje patřily Lillehammer, Gjøvik a Otta. Na území bývalého kraje se nacházejí a dvě nejvyšší hory Norska Galdhøpiggen a Glittertind.

## Obce
- Dovre
- Etnedal
- Gausdal
- Gjøvik
- Gran
- Jevnaker
- Lesja
- Lillehammer
- Lom
- Lunner
- Nord-Aurdal
- Nord-Fron
- Nordre Land
- Ringebu
- Sel
- Skjåk
- Søndre Land
- Sør-Aurdal
- Sør-Fron
- Vang
- Vestre Slidre
- Vestre Toten
- Vågå
- Østre Toten
- Øyer
- Øystre Slidre